# Marina Grabovari
Marina Grabovari, född 1964 i Albanien, är en albansk sångerska.
Grabovari är främst känd för sin seger i Festivali i Këngës 1982.
1982 ställde Grabovari upp i Festivali i Këngës 21:a upplaga som hölls i Opera- och baletteatern i Tirana. Hon ställde upp med den kommunistinfluerade låten "Një djep në barrikadë" ('En vagga i barrikaden') eller med den alternativa titeln "Barikadat e lirisë". Låten var ett verk av den framstående musikern Avni Mula. Efter sin seger i tävlingen deltog hon året därpå med låten "Mesnatë". Hon lyckades dock inte vinna tävlingen igen. 
Efter ett långt uppehåll återkom Grabovari 2012, då som programledare, då hon ledde programmet Albanian Excellence.

## Diskografi

### Singlar
- 1982 – "Një djep në barrikadë"
- 1983 – "Mesnatë"